# Sovrano Militare Ordine di Malta
Il Sovrano Militare Ordine Ospedaliero di San Giovanni di Gerusalemme, di Rodi e di Malta (in latino Supremus Militaris Ordo Hospitalarius Sancti Ioannis Hierosolymitani Rhodiensis et Melitensis), comunemente abbreviato in Sovrano Militare Ordine di Malta (in sigla SMOM), Ordine Gerosolimitano, o anche semplicemente Ordine di Malta, è un ordine religioso cavalleresco canonicamente dipendente dalla Santa Sede, con finalità assistenziali.
L'ordine gode di uno stato giuridico del tutto singolare. La giurisprudenza interna di molti Stati, fra cui l'Italia, ne riconosce l’esenzione dalla giurisdizione civile pur non considerandolo soggetto di diritto internazionale, anche se a questo ordine è riconosciuta una personalità giuridica internazionale utile allo svolgimento delle sue funzioni assistenziali. La dottrina seguita dall'altra parte della comunità internazionale, maggioritaria, la accomuna alle organizzazioni non governative internazionali, sul modello della Croce Rossa essendo anche ormai totalmente privo del requisito di territorialità. Ha relazioni bilaterali, strettamente legate alla sua missione umanitaria, con rappresentanze diplomatiche o proprie ambasciate in 112 Stati. 
In effetti l'Ordine ha come suo unico collegamento con la comunità internazionale il fatto di aver governato per oltre due secoli l'isola greca di Rodi (1309-1522) e poi, dal 1530 al 1798 le Isole maltesi. In virtù delle relazioni diplomatiche da esso intrattenute e del suo ruolo assistenziale svolto con carattere internazionale, detiene un seggio come Osservatore presso l'Assemblea generale delle Nazioni Unite dal 1994.
Abbreviato in SMOM, l'Ordine è di fatto l'erede dell'antico Ordine degli Ospitalieri di San Giovanni di Gerusalemme, fondato intorno al 1080 e reso sovrano il 15 febbraio 1113 da papa Pasquale II.
Dallo SMOM dipendono 6 Gran Priorati e 48 Associazioni nazionali che riuniscono i cavalieri e le dame a seconda del loro paese di residenza. In Italia sono i tre Gran Priorati Italiani (Lombardia e Venezia, Roma, Napoli e Sicilia) a riunire i membri dell'Ordine. L'Associazione dei cavalieri italiani del sovrano militare ordine di Malta gestisce le attività sanitarie dell'Ordine di Malta in Italia. Da questa dipende il corpo militare ausiliario comandato da un generale dell'Esercito Italiano (Corpo militare dell'ACISMOM). Dal 1970 il Corpo italiano di soccorso dell'Ordine di Malta opera nel campo della protezione civile. Ha prestato assistenza alle popolazioni in tutti i maggiori disastri naturali che hanno colpito il Paese.
Dal 1834 l'Ordine ha la sua sede centrale di governo a Roma in via dei Condotti, presso piazza di Spagna; è presente in oltre 120 paesi con iniziative a carattere benefico e assistenziale. Si qualifica come ente sovrano e in base al riconoscimento dello Stato italiano la sua sede (il Palazzo Magistrale) e la villa di Santa Maria del Priorato sull'Aventino godono dello status di extraterritorialità.
Dal 2 maggio 2018 al 29 aprile 2020 il principe e gran maestro è stato fra' Giacomo Dalla Torre del Tempio di Sanguinetto. Il 3 maggio 2023 il Luogotenente Fra' John Timothy Dunlap viene eletto Gran Maestro dell'Ordine, carica che assume per 10 anni.
Il motto dello SMOM è «Tuitio Fidei et Obsequium Pauperum» (traduzione dal latino: "difesa della fede e servizio ai poveri").
L'Ordine emette francobolli e ha una moneta numismatica, lo scudo maltese, immatricola veicoli con targa SMOM concessa dal ministero della Difesa italiano, emette i propri passaporti diplomatici e celebra la sua festività nazionale il 24 giugno, solennità della Natività di san Giovanni Battista Patrono Principale dell'Ordine, un'altra importante ricorrenza viene celebrata l'8 settembre, festa della Madonna del Fileremo, Protettrice dell'Ordine, nella solennità della Natività di Maria Santissima.

## Storia

### La fondazione dell'Ordine

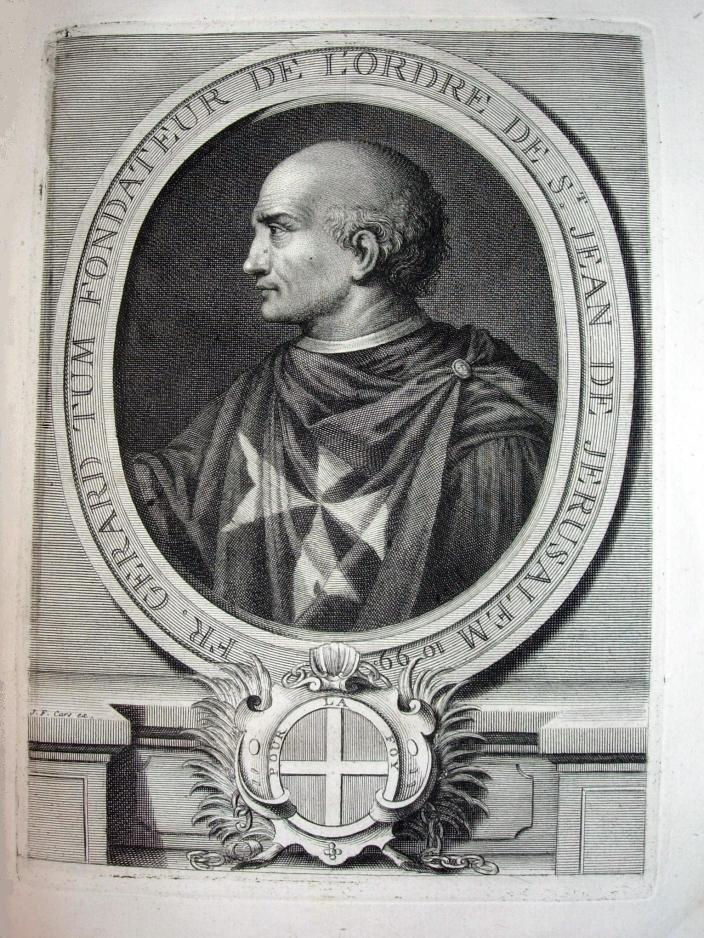
Gerardo Sasso, fondatore dell'Ordine di San Giovanni di Gerusalemme. Incisione su rame di Laurent Cars, c. 1725.

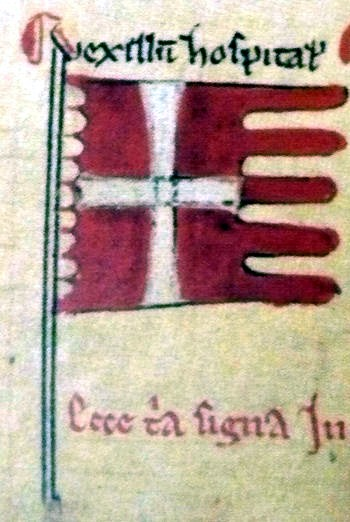
Vessillo degli ospitalieri di San Giovanni (miniatura del 1250).

Il Sovrano militare ordine di Malta trae le sue origini dall'antica confraternita di monaci che, sotto la guida di Gerardo Sasso di Scala (località vicina ad Amalfi) ospitavano i pellegrini che giungevano a Gerusalemme, a quell'epoca sotto l'occupazione araba. Tale attività ebbe inizio attorno al 1050, probabilmente finanziata da mercanti di Amalfi, con la costruzione a Gerusalemme di un ospizio (detto ospedale nel significato originario della parola, cioè luogo di ospitalità, più simile al concetto attuale di ostello) per i pellegrini e i malati di ogni fede e razza, con attigua chiesa e convento. L'istituzione prese il nome di Ordine degli ospitalieri di San Giovanni di Gerusalemme, in onore prima di San Giovanni l'Elemosiniere e poi del più noto San Giovanni Battista e prosperò come comunità indipendente proprio sotto la guida del suo fondatore.
In seguito alla prima crociata Gerusalemme diviene capitale di un regno latino e gli ospedalieri ricevono molti fondi e donazioni dai crociati e dai pellegrini, suscitando anche qualche controversia; Gerardo pertanto chiede e ottiene il 15 febbraio 1113, mediante la bolla papale Pie postulatio voluntatis dal Papa Pasquale II il riconoscimento dell'ospedale di Gerusalemme come istituzione autonoma, dipendente direttamente dal Papato, con la facoltà di nominare al suo interno il proprio capo (che sarà poi definito Gran Maestro), senza alcuna interferenza da parte di altre autorità secolari o religiose. In virtù di questa stessa bolla papale, si riconoscono tutte le proprietà elencate e l'ospedale venne esentato dal controllo della chiesa locale.
Il Beato Raymon du Puy de Provence, francese, primo successore del Beato Gerardo organizzò l'istituzione militarmente, come Ordine cavalleresco religioso per necessità di difendere i pellegrini e i propri presidi in Terrasanta, sull'esempio dei Templari, ma mantenne la funzione assistenziale e ospedaliera. Venne imposto che tutti i cavalieri appartenenti all'ordine fossero necessariamente dei religiosi, legati al rispetto dei tre voti monastici di povertà, castità e obbedienza. Si distinsero in diverse classi i membri: c'erano i cappellani, i cavalieri, che dovevano essere di famiglia nobile, i sergenti (o serventi) e i donati.
In questo periodo la croce latina in campo rosso, che era stato il primo vessillo dell'Ordine resta solo come insegna di battaglia; mentre per il resto delle attività si adotta la croce a otto punte che ancora oggi ne è il simbolo: la croce è il simbolo di Cristo mentre le sue otto punte indicano le otto beatitudini pronunciate da Gesù nel discorso della montagna e ricordate nei Vangeli.

### A Cipro
L'Ordine in Terrasanta acquisì diversi territori, presidiati da castelli poderosi come il Krak dei Cavalieri e da una forza armata, configurandosi come un vero e proprio Stato nello Stato. A seguito delle vittorie del Saladino, gli ospitalieri persero Gerusalemme e assieme ai templari e al resto dei combattenti crociati, si ritirarono a San Giovanni d'Acri. Dopo un ultimo sanguinoso assedio, nel 1291 dovettero lasciare per sempre la Terrasanta, cercando rifugio nel vicino Regno di Cipro. Qui crearono un ospedale e iniziarono a costruire una flotta, nella prospettiva di riconquistare Gerusalemme con una futura crociata.

### A Rodi
Per dissidi sorti con il re di Cipro, l'Ordine progettò di occupare l'isola di Rodi nel 1309, sottraendola ai bizantini. Grazie all'accordo con un pirata genovese, Vignolo de' Vignoli, l'impresa ebbe un felice esito, venendo riconosciuta dal Papa e dai sovrani cattolici. Dopo il 1310 l'Ordine riceve dal Papa tutti i beni e possedimenti tolti ai Templari, da poco soppressi, arricchendo quindi le sue commende e le entrate. A Rodi e nelle isole limitrofe la sovranità internazionale e l'indipendenza dell'Ordine crebbero ancora, così come la flotta terrestre e navale, che divennero temibili.
In occidente, per tutto il XIV secolo l'Ordine era suddiviso territorialmente in Gran Priorati, Baliaggi e Commende. Questi possedimenti e i cavalieri che li presiedevano costituivano la Lingua, in base all'idioma prevalentemente parlato dai cavalieri. Inizialmente le Lingue erano quelle parlate in sette territori: Francia, Italia, Germania, Provenza, Alvernia, Inghilterra (con la Scozia e l'Irlanda) e Aragona (Navarra). Nel 1492 venne costituita l'ottava lingua, ovvero quella di Castiglia e Portogallo. Il capo di ogni Lingua era detto Piliero (pilastro) e aveva una specifica carica, es. grande ospedaliere, ammiraglio, ecc.
Nel 1489, papa Innocenzo VIII decise la soppressione dell'Ordine dei Canonici regolari del Santo Sepolcro di Gerusalemme e la sua incorporazione nell'Ordine di San Giovanni di Gerusalemme, cosa che però non ebbe un reale effetto se non in Italia (nessuna conseguenza ebbe infatti nei Priorati di Spagna, Polonia e Germania) e che comunque con nuova disposizione di Papa Alessandro VI venne annullata 7 anni dopo (nel 1496).

### L'Ordine a Malta

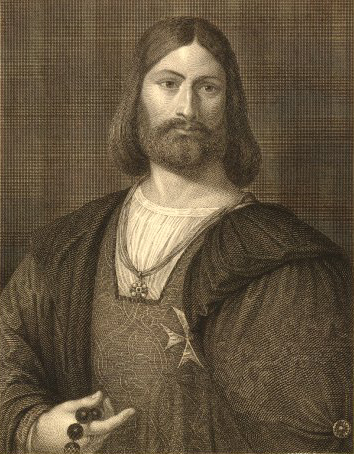
Busto di un cavaliere di Malta, da un quadro di Tiziano.

Nel 1453 cade Costantinopoli e finisce l'impero romano d'Oriente. A Rodi i cavalieri, che conducono ormai quasi esclusivamente una guerra corsara con la loro flotta contro le navi ottomane, si preparano ad essere attaccati. In effetti, dopo aver respinto nel 1480 una prima volta gli ottomani, i cavalieri di San Giovanni, dopo sei mesi di assedio e fieri combattimenti contro la flotta e l'esercito del sultano Solimano il Magnifico, nel 1523 vennero costretti ad arrendersi e lasciarono l'isola con gli onori militari.
L'ordine rimase in esilio, spostandosi in varie sedi senza un dominio territoriale proprio, sino al 1530, quando il gran maestro fra' Philippe de Villiers de L'Isle-Adam, dopo lunghe trattative, prese ufficialmente possesso dell'isola di Malta, facente parte del Regno di Sicilia, garantitagli dai monarchi dell'isola, l'imperatore Carlo V del Sacro Romano Impero e sua madre, la regina Giovanna di Castiglia, con l'approvazione di papa Clemente VII, restando vassalli del Regno di Sicilia e con il dovere di onorare le condizioni del Tributo del falcone maltese ai sovrani siciliani.

#### La riforma protestante
La Riforma protestante, che spaccò l'occidente europeo tra protestanti e cattolici romani interessò anche i cavalieri di Malta. In diversi paesi, tra cui Inghilterra, Scozia e Svezia, l'ordine venne ufficialmente sciolto. In altri, tra cui i Paesi Bassi e la Germania, interi baliaggi o commende (divisioni amministrative dell'ordine) si convertirono al protestantesimo; questi andarono più tardi a costituire dei neo ordini "giovanniti" di derivazione sovrana, che ancora oggi sopravvivono in Germania, Paesi Bassi, Svezia e altri paesi come gli Stati Uniti o il Sud Africa. Venne comunque stabilito dal gran maestro che l'ordine dovesse mantenersi neutrale nella guerra tra nazioni fondamentalmente cristiane.

#### L'assedio ottomano a Malta
Nel 1565, i cavalieri, guidati dal gran maestro fra' Jean de la Valette (da cui il nome della capitale di Malta, Valletta), difesero l'isola da un tentativo di assedio di notevoli dimensioni perpetrato da un esercito di 48.000 ottomani. La strenua difesa dei cavalieri e dei maltesi, permise l'arrivo del cd. "Soccorso" ossia lo sbarco di truppe siciliane e spagnole, che convinse gli ottomani a desistere, dopo quasi quattro mesi. L'esperienza passata convinse i cavalieri ad edificare la nuova capitale fortificata di La Valletta e a rafforzare e presidiare maggiormente le due isole di Malta e Gozo, attività a cui si dedicheranno assiduamente nei secoli successivi.

#### La battaglia di Lepanto

La Battaglia di Lepanto (1571), artista anonimo del XVI secolo.

L'ordine partecipò con tre galee alla Battaglia di Lepanto del 1571, che vide la distruzione della flotta navale ottomana da parte di una flotta cristiana composta di spagnoli, veneziani e altri stati italiani, sotto la guida di Giovanni d'Austria, fratellastro di re Filippo II di Spagna. I cavalieri combatterono valorosamente, ma vennero sopraffatti dagli ottomani e la galea più grande, la "Capitana" rischiò di essere catturata. Grazie all'intervento delle navi spagnole rimaste di retroguardia, che misero in fuga le navi nemiche, la nave maltese fu liberata.

#### Le colonie nei Caraibi

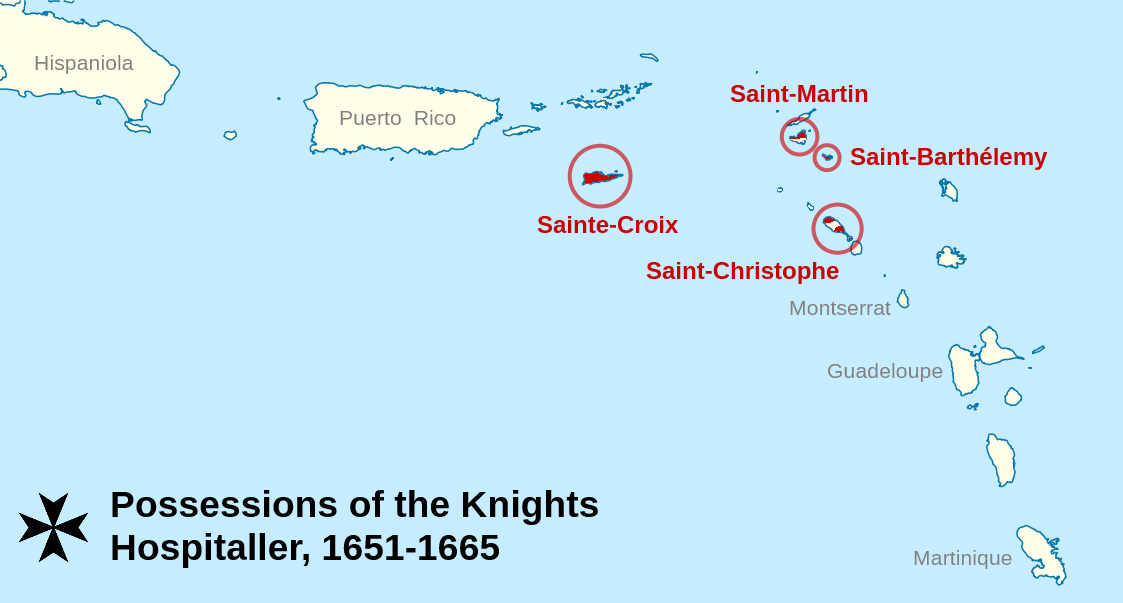
Mappa delle colonie dell'Ordine nei Caraibi nel corso del XVII secolo.

Per un breve periodo, dal 1651 al 1665, l'Ordine di Malta si interessò alla possibilità di avere delle colonie in America, prendendo in gestione quattro isole nei Caraibi, di proprietà della Francia. Il 21 maggio 1651, l'Ordine, nella persona del gran maestro Lascaris, si decise ad acquistare le isole di Saint Barthélemy, Saint Christopher, Saint Croix e Saint Martin. Queste isole, abitate da nativi amerindi, vennero acquistate dalla Compagnie des Îles de l'Amérique francese che era da poco stata dissolta, con molti vincoli, come il fatto che potessero essere amministrate solo da cavalieri francesi. Tuttavia, l'esperimento si rivelò ben presto fallimentare, per la mancanza di redditi e l'impossibilità di esercitare un reale controllo su terre tanto lontane, dove era diffuso lo schiavismo; nel 1665, le quattro isole vennero rivendute alla Compagnia francese delle Indie Occidentali.

#### L'occupazione francese di Malta
Nel corso del 1700 la Russia guidata da Caterina II si espanse in Crimea e nel Mar Nero, ai danni dell'impero ottomano, entrato in fase di declino. La zarina avviò con i cavalieri di Malta una serie di rapporti diplomatici in funzione antiottomana. Mentre nelle carovane dell'Ordine venivano formati alcuni ufficiali della nascente flotta russa, alcuni cavalieri parteciparono alle compagne militari russe. Tra di essi si ricorda José de Ribas, fondatore della città di Odessa.
Le manovre interessate dei russi su Malta e il declino finanziario dell'Ordine, dopo la Rivoluzione Francese, preoccuparono la Francia e il Direttorio decise di intervenire, avviando segretamente trattative per avere l'appoggio dei cavalieri di lingua francese. Nel 1798 Napoleone nel corso del viaggio verso la Campagna d'Egitto, occupò l'isola di Malta, su cui l'Ordine cavalleresco governava dal 1530 con diritti feudali concessi dal Regno di Sicilia: i cavalieri ospitalieri, secondo la loro legge che proibiva di opporsi con le armi ad altri cristiani, non opposero che una breve e simbolica resistenza. Tale episodio è generalmente considerato l'epilogo della funzione militare dell'Ordine.
Il gran maestro fra' Ferdinand von Hompesch zu Bolheim dopo alcune trattative condotte con il cavaliere Déodat de Dolomieu, imbarcato al seguito di Napoleone, il 12 giugno 1798 accettò in un trattato di cedere Malta, Gozo e Comino ai Francesi.Il balì Frisari, uno dei deputati alla firma del trattato, espresse in una nota le riserve circa i diritti di sovranità del suo sovrano borbonico, il re di Sicilia, al quale Malta apparteneva come territorio concesso in feudo ai cavalieri. Il Gran Maestro il 18 giugno s'imbarcò con i confratelli e i pochi beni concessi, per Trieste. Napoleone fece fondere le statue, gli ex voto e gli oggetti di culto, per poter stivare e portar con sè tutti i beni preziosi dell'Ordine, sequestrò le residue navi della flotta melitense e arruolò tutti i cavalieri che vollero unirsi alla Campagna d'Egitto, formando la cosiddetta "legione maltese". Purtroppo tutto il "tesoro" dei cavalieri andò perduto ad Abukir, nella battaglia del Nilo (1798), in cui l'ammiraglia francese esplose e fu affondata per opera dell'ammiraglio Horatio Nelson.
I Francesi tennero Malta solo due anni; il popolo maltese era inizialmente favorevole agli occupanti, ma di fronte allo spoglio delle chiese cattoliche, insorse contro di loro e chiese l'aiuto degli inglesi. Dopo una breve resistenza, il 4 settembre 1800 il presidio francese s'arrese al generale Henry Pigot, comandante delle truppe inglesi che, insieme con i Maltesi insorti, avevano stretto d'assedio La Valletta.

### Peregrinazioni e sede a Roma

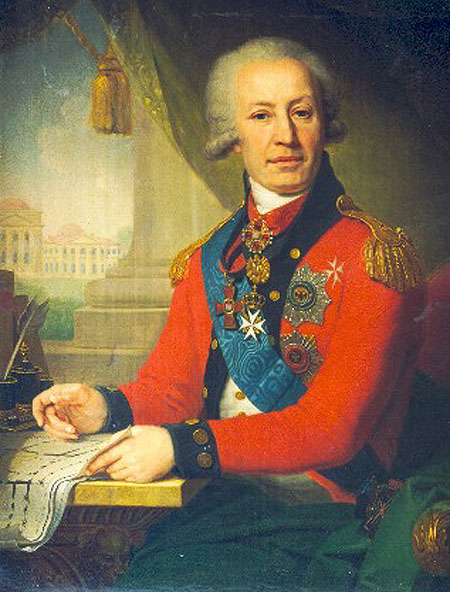
Il barone Vassiliev, un comandante dei cavalieri del XIX secolo.

Il gran maestro Hompesch, sbarcando a Trieste, aveva pubblicato un manifesto contro la cessione impostagli con la forza dai francesi. Subito dopo i cavalieri dissidenti guidati da Giulio Renato Litta della famiglia Visconti Arese disconobbero l'autorità dello Hompesch, si riunirono in Russia e nominarono nuovo gran maestro l'imperatore Paolo I di Russia, consegnandogli le insegne, nonostante lo zar fosse di religione ortodossa e sposato; Hompesch fu costretto a dare le dimissioni l'anno successivo (1799). Paolo I oltre all'Ordine cattolico, creò un ramo dell'Ordine di Malta ortodosso, riservato alla nobiltà russa e si pose come Gran maestro di entrambi.
Dopo l'uccisione di Paolo I (1801), il nuovo imperatore Alessandro I rinunciò ad assumere la carica di gran maestro dell'Ordine cattolico, nominando luogotenente dell'Ordine il primo ministro russo Nikolaj Ivanovič Saltykov finché non fosse stato eletto un nuovo gran maestro. Nel 1802 fu designato fra' Bartolomeo Ruspoli (figlio del principe Alessandro Ruspoli), che rinunciò alla carica, pertanto nel 1803 venne eletto il cortonese fra' Giovanni Battista Tommasi; anche Alessandro I riconobbe l'elezione, inviandogli le insegne di gran maestro che erano state detenute da Paolo I.
Tommasi stabilì la sede dell'Ordine a Messina (1803) e poi a Catania (1804): fu scelta la Sicilia perché si sperava che l'Ordine riavesse Malta, come era stato previsto nell'articolo X del trattato di Amiens del 1802; tuttavia l'ostilità inglese e il riaprirsi del conflitto anglo-francese fecero cadere ogni speranza e nel 1814 a Parigi e nel 1815 con il congresso di Vienna fu confermata la sovranità inglese su Malta.
L'Ordine cercò di avere altre sedi nel Levante e sul mare e trattò nel 1823 con gli insorti greci per collaborare con loro nella lotta contro i Turchi e avere in compenso le isole a sud della Morea e possibilmente Rodi.
Nel 1826 l'Ordine si trasferì a Ferrara e nel 1834 a Roma, in territorio pontificio: il nuovo luogotenente stabilì la sede dell'ordine nella sua attuale sede sull'Aventino, dove ancora oggi risiede. Nel 1844 alla sede fu riconosciuto il diritto di extraterritorialità.
Dopo il 1870 e la presa di Roma, divenne ospite dello Stato italiano. Nel 1879 il papa Leone XIII ripristinò la carica di Gran Maestro dell'Ordine, che nel 1805 il papa Pio VII aveva sostituito con quella di Luogotenente.

### Le due guerre mondiali e il dopoguerra
L'Ordine diede impulso alle attività assistenziali e ospedaliere nelle due Guerre mondiali, in particolare allestendo gli ospedali da campo e curando il trasporto dei feriti con i treni ospedale.
Nel dopoguerra l'Ordine si adoperò per proseguire la sua missione assistenziale in Italia in Europa, in Asia, in Africa e in America, secondo le direttive impartite dal gran magistero, stabilito in Roma nei suoi due palazzi di via dei Condotti e dell'Aventino, godenti per concessione dello Stato italiano delle prerogative immunitarie proprie delle sedi diplomatiche degli stati esteri.
Nel 1951, alla morte del Gran Maestro Ludovico Chigi Albani della Rovere, si aprì un periodo in cui il Vaticano decise di studiare lo speciale "rapporto tra il pontefice e l'Ordine" dal punto di vista giuridico: nel 1953 una commissione di tre cardinali decise che l'ordine dovesse dipendere dalla Santa Sede non solo come ordine religioso ma anche come ente di diritto internazionale, tale decisione fu però ribaltata nel 1961-1962 da papa Giovanni XXIII che stabilì che solo per la parte strettamente religiosa l'Ordine era soggetto alla Santa Sede. Grazie all'intervento di papa Roncalli si giunse così alla nuova Costituzione dell'Ordine del 1961 e all'elezione nel 1962, dopo una vacanza di oltre dieci anni, di un nuovo Gran Maestro, Angelo de Mojana di Cologna.

### Gli anni 1970-2000

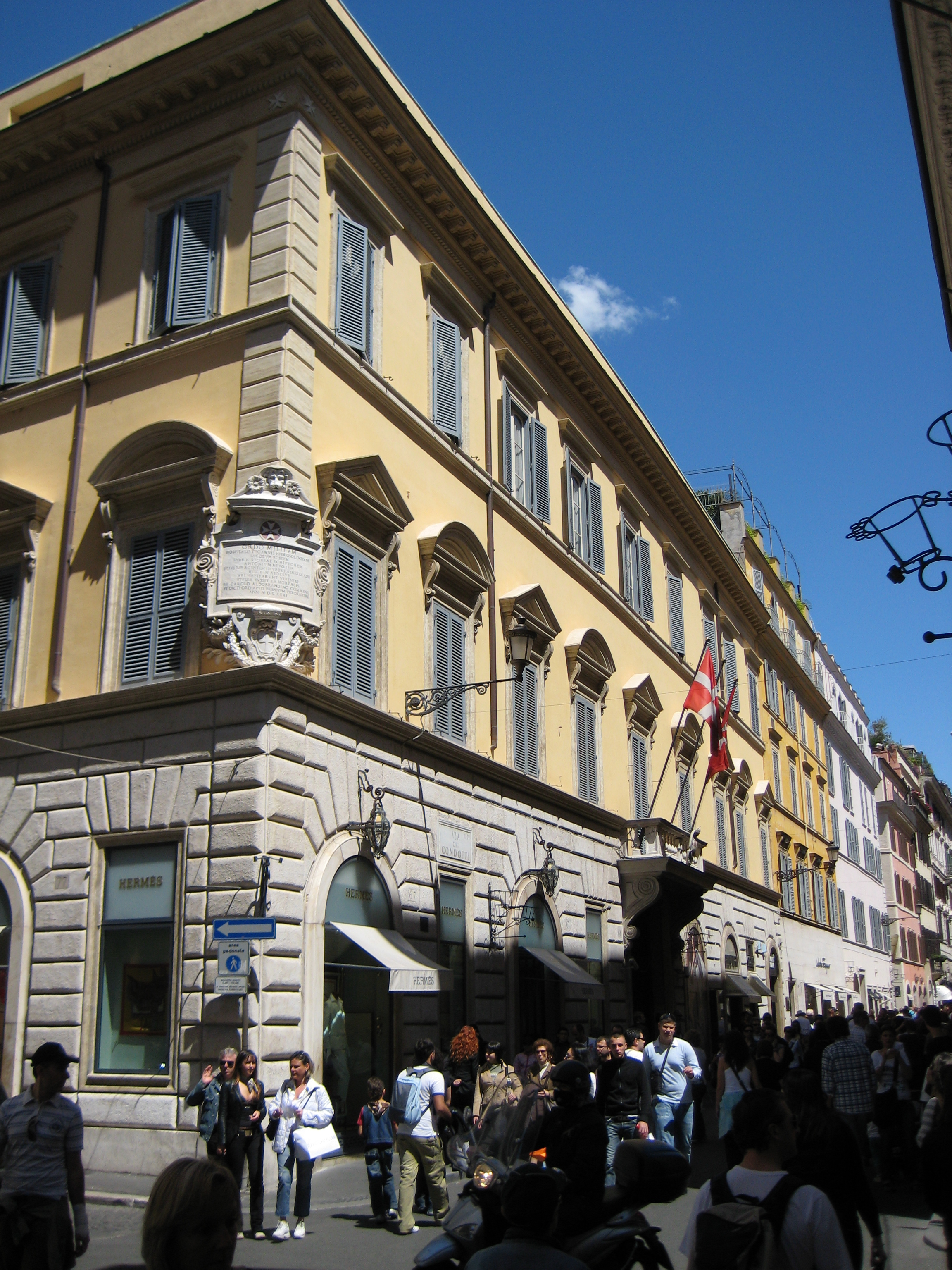
Il Palazzo Magistrale dell'Ordine a Roma

Il Sovrano militare Ordine di Malta emetteva una propria moneta a Rodi e a Malta. Dopo l'arrivo a Roma e fino al 2004 ha emesso francobolli propri con il valore facciale in grani, tarì e scudi, dal 1º gennaio 2005 i valori sono emessi in euro. La corrispondenza affrancata con i francobolli del Sovrano Ordine di Malta può essere spedita nei paesi con i quali l'Ordine ha stipulato convenzioni postali, a condizione di essere imbucata presso la sede delle Poste Magistrali, in via delle Carrozze 79, a Roma.
Il Sovrano Militare Ordine di Malta è un Ordine religioso laicale cattolico che gode ipso iure di personalità giuridica pubblica nella Chiesa, istituzione di diritto internazionale pubblico (di cui si discute la natura sovrana) con sede a Roma. I Cavalieri di Giustizia detti anche Professi o Frati, e i Cappellani Conventuali Professi, che hanno emesso i Voti religiosi sia semplici temporanei sia solenni, sono il nucleo essenziale dell'Ordine. I membri dell'Ordine sono definiti Cavalieri e sono suddivisi in varie classi. Le donne appartenenti all'Ordine sono denominante Dame, anch'esse suddivise in varie classi. L'Ordine svolge attività mediche ed umanitarie in oltre 120 paesi del mondo gestite dai priorati, dalle associazioni nazionali e dall'agenzia internazionale Malteser International. Ha relazioni diplomatiche con 112 Paesi, fra cui Paesi non cattolici e non cristiani.

### Crisi istituzionale e riforma costituzionale del 2022
L'Ordine ha vissuto una crisi di leadership a partire dal dicembre 2016, quando Albrecht Freiherr von Boeselager ha protestato contro la sua rimozione da Gran Cancelliere da parte del Gran Maestro Fra' Matthew Festing. Dopo un incontro personale, il 1º dicembre 2016 Bergoglio ha indirizzato una lettera al cardinale patrono dell'Ordine Raymond Burke, nella quale chiedeva che i membri massoni ritirassero la propria adesione all'Ordine e che gli altri ufficiali non sostenessero la diffusione dei metodi contraccettivi contrari alla morale cattolica nelle varie missioni sparse per il mondo. Nel gennaio 2017 papa Francesco ha ordinato il reintegro di von Boeselager e ha richiesto le dimissioni di Festing. Francesco nominò anche l'arcivescovo (poi cardinale) Giovanni Becciu come suo rappresentante personale presso l'Ordine (mettendo da parte Burke) fino all'elezione di un nuovo Gran Maestro. Il fatto che il papa prendesse effettivamente il controllo dell'Ordine fu visto da alcuni come una rottura con la tradizione e l'indipendenza dell'Ordine.
Nel maggio 2017, l'Ordine ha nominato Mauro Bertero Gutiérrez, membro boliviano del Consiglio di Governo, per guidare il suo processo di riforma costituzionale. Nel maggio 2018, quando è stato eletto un nuovo Gran Maestro, Francesco ha prorogato il mandato di Becciu a tempo indeterminato. Quando il Capitolo Generale dell'Ordine si è riunito nel maggio 2019, tre dei 62 partecipanti erano donne per la prima volta.
Il 1º novembre 2020, papa Francesco ha nominato l'arcivescovo (poi cardinale) Silvano Tomasi in sostituzione di Becciu come suo Delegato Speciale presso l'Ordine, ribadendo le responsabilità di tale ufficio come suo unico rappresentante.
Il 3 settembre 2022, il Santo Padre approva con proprio Decreto la nuova Costituzione ed il relativo Regolamento, confermando l'incarico del Delegato Speciale sino alla conclusione del Capitolo Generale straordinario, convocato per la data 25 gennaio 2023, Festa della Conversione di San Paolo. Il 26 gennaio, il Capitolo Generale ha eletto per un mandato di sei anni nel Sovrano Consiglio gli stessi quattro membri che Francesco aveva nominato nel settembre precedente e sei dei nove Consiglieri da lui nominati.
Il 19 giugno 2023, papa Francesco ha nominato il cardinale Gianfranco Ghirlanda come successore di Burke come patrono.

## Status
Relazioni diplomatiche
     Altre relazioni

Relazioni estere del Sovrano Militare Ordine di Malta.
Relazioni diplomatiche
Altre relazioni

L'Ordine di Malta è un'istituzione riconosciuta internazionalmente: possiede una propria bandiera, una costituzione, un capo di stato, organi esecutivi e giuridici, ed emette passaporti e francobolli, intrattenendo anche autonome relazioni diplomatiche con oltre cento Stati e con le organizzazioni internazionali. Conclude accordi con altri soggetti di diritto internazionale (stati, organizzazioni internazionali, Chiesa cattolica) lavorando in stretto rapporto con essi per svolgere i compiti di assistenza ai poveri e agli ammalati in diversi paesi del mondo e di difesa della fede cristiana.
Esistono anche alcuni pareri contrari al riconoscimento dell'Ordine come entità sovrana: gli esperti tedeschi Helmut Steinberger e Wilhelm Wengler e l'internazionalista inglese Ian Brownlie sostengono che il riconoscimento di alcuni stati (come San Marino, che in un trattato del 1935 ha riconosciuto l'Ordine come uno stato sovrano) non implica automaticamente il possesso dello status di soggetto di diritto internazionale. L'Unione Internazionale delle Telecomunicazioni non prevede per l'Ordine di Malta un prefisso identificativo radio proprio, come avviene invece per la Santa Sede e l'Autorità Nazionale Palestinese che però possiedono un proprio territorio.
Tuttavia, tradizionalmente, nessun altro soggetto di diritto internazionale ha messo in dubbio la soggettività internazionale del SMOM. E su questo dato di fatto seppure con alcuni distinguo, nei manuali di diritto internazionale il SMOM è indicato tra i soggetti di diritto internazionale, assieme agli stati, alla Santa Sede (distinta, in questo senso, dallo Stato del Vaticano), all'ONU, alla UE e alle altre organizzazioni internazionali.

### Relazioni diplomatiche
La sua rete diplomatica rafforza le relazioni dell’Ordine con i governi dei paesi nei quali è operativo. È presente con proprie ambasciate in 112 Stati. Ha sottoscritto accordi di cooperazione internazionale con oltre 50 paesi. In campo politico-internazionale lo SMOM è neutrale, imparziale e apolitico.

### Relazioni con la Repubblica Italiana
In Italia, le sedi istituzionali del Sovrano Ordine di Malta godono del diritto all'extraterritorialità e i rapporti tra l'ente e lo Stato italiano sono gestiti dalle rispettive ambasciate. L'Ambasciata d'Italia presso la Santa Sede è la missione diplomatica della Repubblica Italiana accreditata anche presso il Sovrano Militare Ordine di Malta.
Formalmente i rapporti diplomatici tra la Repubblica Italiana e lo SMOM, in particolare il mutuo riconoscimento di sovranità, sono regolati in base ad uno scambio di note diplomatiche avvenuto in varie fasi durante gli anni '60 del '900. Queste note e i dervivanti rapporti furono aggiornati nel 2012. Ad oggi resta ferma la concessione di extra-territorialità degli immobili presso cui ha sede l'Ordine da parte dello stato italiano (stato ospite) e dunque può considerarsi implicitamente confermato anche il riconoscimento di sovranità.
Vale la pena ricordare che, ai sensi del diritto internazionale attualmente vigente, il riconoscimento, per atto formale o meno, della sovranità di un Governo da parte di uno o più altri Stati non è requisito necessario per l'esercizio della sovranità ma può, tuttalpiù, influenzarne la reale forza politica nel piano internazionale.
In Italia opera dal 1877 l'Associazione dei cavalieri italiani dello SMOM quale ente di diritto pubblico melitense. I Ministeri della Difesa e dell'Interno italiani gestiscono l'organizzazione delle targhe automobilistiche del servizio militare dei Cavalieri italiani dell'Ordine di Malta, costituito in prevalenza da ambulanze e mezzi di soccorso; le targhe dell'Ordine possiedono la comune immatricolazione per le targhe diplomatiche; nel caso dell'Ordine di Malta, le targhe terminano con le lettere "XA".
Attualmente i francobolli dell'Ordine, per le "Poste magistrali", vengono stampati in Francia e hanno corso legale anche in Italia.
La coniazione delle monete (scudo maltese) venne realizzata a Roma (1961), Parigi (1962) e Arezzo (1963), dal 1964 è affidata alla zecca dell'Ordine di Malta.
L'uso delle onorificenze e decorazioni conferite dallo SMOM non prevede in Italia l'obbligo di alcuna autorizzazione (a differenza degli altri ordini cavallereschi), dato che lo SMOM è riconosciuto come soggetto di diritto internazionale.

#### Onorificenze concesse dalla Repubblica Italiana
- La bandiera del Corpo militare dell'ACISMOM è stata insignita, oltre che delle numerose onorificenze militari (tra le quali una medaglia d'argento e una di bronzo al valor militare), della medaglia d'oro al merito civile il 19 aprile 2001.

- Conferita l'11 ottobre 2010:

#### Attività in Italia

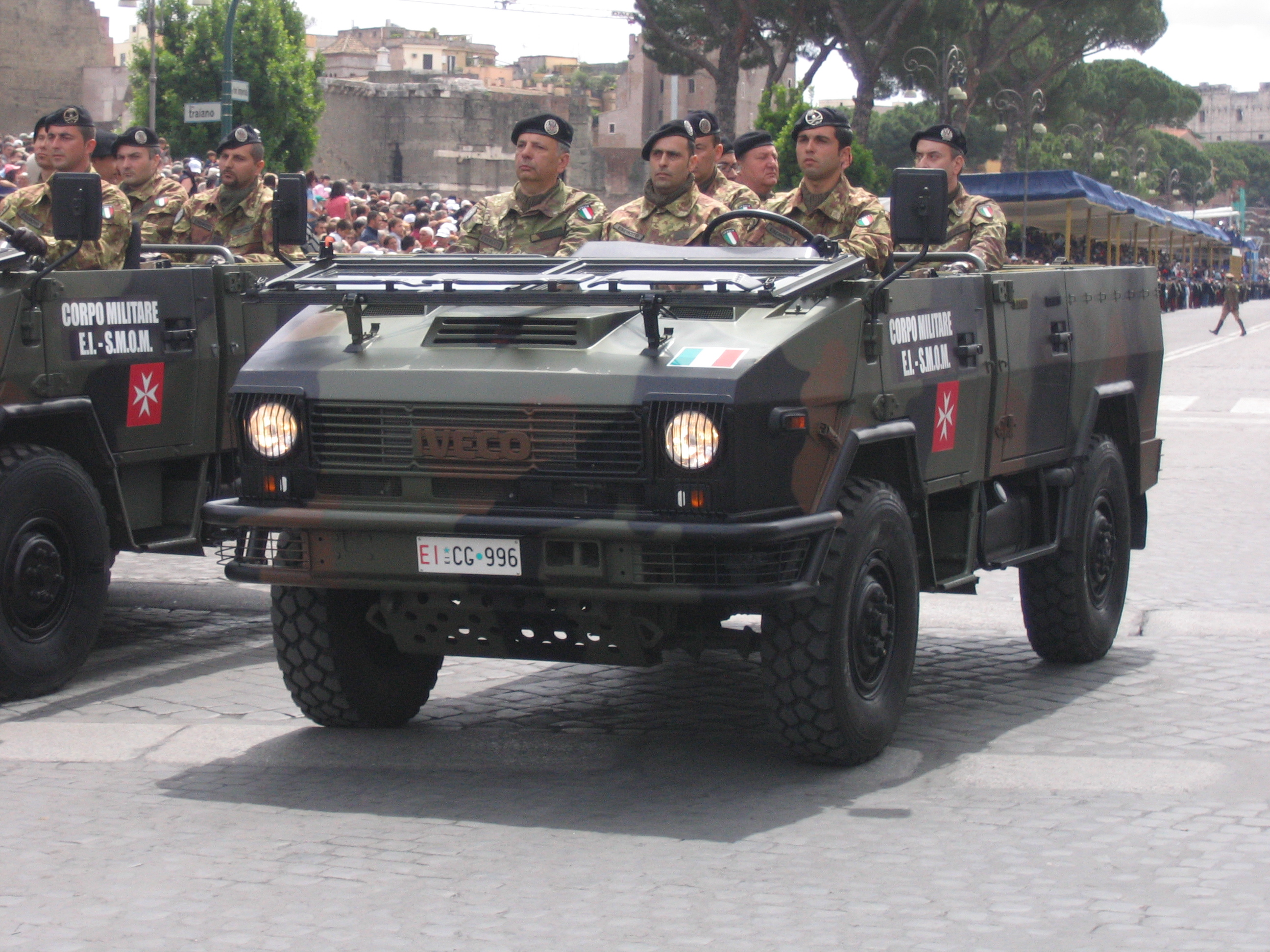
Mezzi del corpo militare

I campi principali sono l'attività sanitaria, l'assistenza sociale e gli interventi in caso di crisi umanitarie.
Gestisce un ospedale a Betlemme e uno a Roma, l'Ospedale San Giovanni Battista, con 240 posti letto, e inoltre poliambulatori a Roma, Napoli e Pozzuoli, istituti per anziani e disabili, corpi di soccorso e servizi di ambulanze. Gestisce inoltre la Scuola Materna “Vittorio Emanuele II” di Torino, che fu il primo “asilo infantile” di tutto il Piemonte.
Dall'Associazione dei cavalieri italiani dipende il Corpo militare dell'ACISMOM, "corpo militare volontario speciale ausiliario dell'Esercito Italiano", dedito all'assistenza sanitaria e umanitaria, cui fa parte anche il Corpo delle infermiere volontarie dell'ACISMOM.
Sempre in Italia il Corpo italiano di soccorso dell'Ordine di Malta (acronimo CISOM) fondato nel 1970, presta soccorso in occasione di calamità, operando in stretta collaborazione con il dipartimento italiano della protezione civile.
L'Associazione dei cavalieri italiani (ACISMOM) per mobilità sanitaria riceve annualmente una quota del Fondo Sanitario Nazionale (FSN).
In merito invece ai titoli nobiliari riconosciuti dall'Ordine di Malta a cittadini con passaporto italiano, essi non hanno alcuna validità per lo stato italiano, dato che per l'Italia l'Ordine di Malta è uno stato estero, e che la Repubblica Italiana oggi non riconosce titoli nobiliari, se non come cognome, ai sensi del secondo comma della XIV disposizione transitoria dell’attuale costituzione Repubblicana, per la quale i predicati nobiliari esistenti prima del 28 ottobre 1922 vanno come parte del nome.

### Relazioni con la Repubblica di Malta

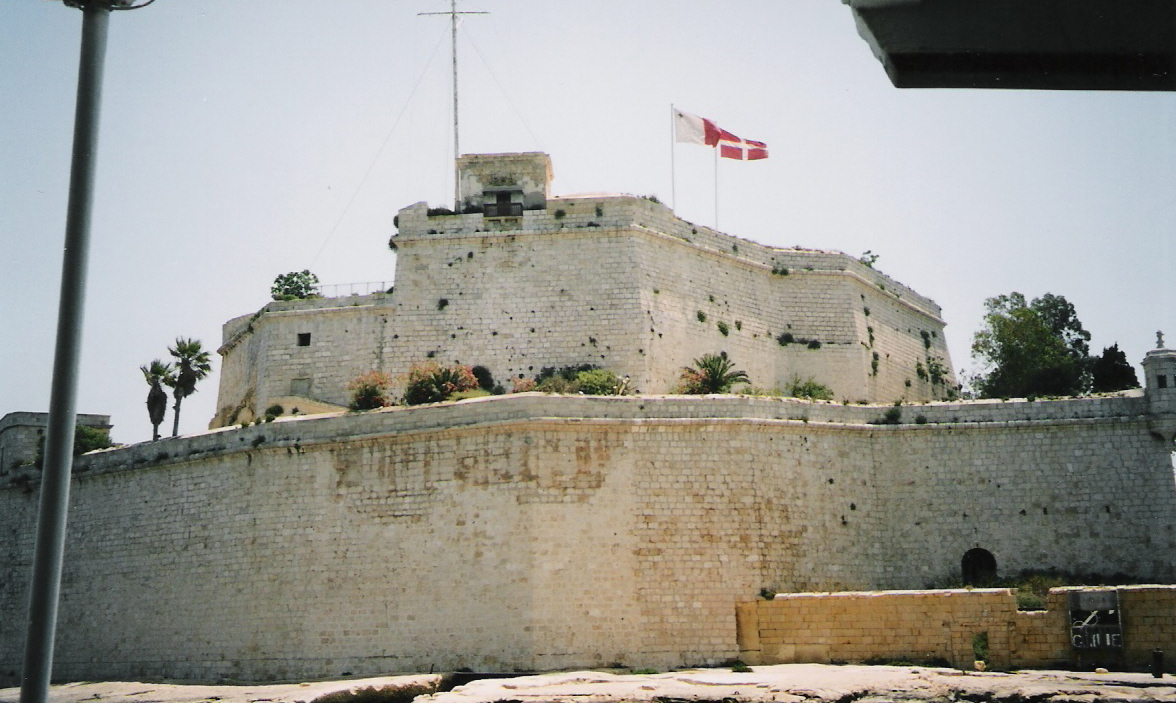
Bandiere della Repubblica di Malta e del Sovrano Militare Ordine di Malta al Forte Sant'Angelo di Vittoriosa

Nel corso degli anni sono stati condotti da parte dell'Ordine due trattati bilaterali con la Repubblica di Malta. Il primo è datato al 21 giugno 1991, il secondo trattato, sostitutivo del precedente, è invece stato siglato il 5 dicembre 1998 e ratificato il 1º novembre 2001.
Questi accordi hanno garantito all'Ordine l'uso con limitata extraterritorialità della parte superiore di Forte Sant'Angelo nella città maltese di Vittoriosa. Tale atto si è generato dal proposito di "dare all'Ordine l'opportunità di poter meglio espletare le proprie attività umanitarie da Forte Sant'Angelo, come pure di definire lo status legale del forte tra Repubblica di Malta e Ordine di Malta".
L'accordo ha una durata di 99 anni ma i documenti permettono al governo maltese di recedervi anche dopo 50 anni. Nei termini di questo accordo, la bandiera di Malta viene disposta insieme a quella dell'Ordine su Forte Sant'Angelo ma l'Ordine non può applicare le proprie leggi in quest'area, prevalendo la legislazione maltese.

### Relazioni con l'Organizzazione delle Nazioni Unite
Presso l'Organizzazione delle Nazioni Unite l'Ordine ha ottenuto lo status di "membro osservatore" all'Assemblea Generale dell'assemblea generale il 24 agosto 1994, similmente ad altre organizzazioni internazionali: ha la possibilità di prendere parte alle organizzazioni e alle agenzie, presentare proposte e documenti, ma non può prendere parte alle votazioni sulle risoluzioni.

### Relazioni con lo Stato della Città del Vaticano e la Santa Sede
Pur essendo ente primario di diritto internazionale, come ordine religioso fin dal 1113, è legato alla Santa Sede, e al Gran maestro la Chiesa attribuisce il rango di cardinale.
Il Vaticano nel 1953 ha affermato che l'Ordine ha una sovranità solo funzionale, poiché privo di territorio (come da nota ufficiale già emanata due anni prima). L'Ordine ha una propria Ambasciata presso Santa Sede, dal 1994 a palazzo Orsini.
Interrogata riguardo al proprio atteggiamento nei confronti di ordini equestri dedicati a santi o aventi intitolazioni sacre, ha confermato nel 2002 con una nota autorizzata dalla segreteria di Stato che: "La Santa Sede, oltre i propri ordini equestri, riconosce e tutela solo due ordini cavallereschi: il Sovrano militare ordine di Malta (ovvero Sovrano militare ordine ospedaliero di San Giovanni di Gerusalemme, di Rodi e di Malta) e l'Ordine equestre del Santo Sepolcro di Gerusalemme".
La precisazione non si esprime sulla precedenza tra i due ordini, pur citando per primo l'Ordine di Malta. La questione della precedenza tra queste due istituzioni è oggetto di una lunga controversia: 
- alcuni affermano che l'Ordine equestre del Santo Sepolcro di Gerusalemme abbia la precedenza su quello di Malta, basandosi sulla bolla In supremo militantis Ecclesiae di papa Benedetto XIV (1746), emessa prima della rifondazione dell'Ordine equestre del Santo Sepolcro di Gerusalemme da parte di papa Pio IX (1847), nella quale il papa stabilisce la precedenza dell'Ordine equestre del Santo Sepolcro di Gerusalemme su tutti gli altri ad eccezione di quello dello Speron d'oro;
- altri attribuiscono la precedenza all'Ordine di Malta, basandosi sul suo carattere sovrano, benché la Santa Sede non abbia espresso un parere definitivo sulla questione della precedenza.

La regola per lo più seguita, almeno su base consuetudinaria, vede la precedenza dell'Ordine di Malta. Il cerimoniale della Repubblica Italiana dà la precedenza alle insegne dell'Ordine di Malta anche rispetto a quelle degli ordini della Santa Sede.
Per la chiesa cattolica, lo SMOM, secondo il Diritto canonico è un Ordine religioso laicale.
La Santa Sede non riconosce sul suo territorio i titoli nobiliari emanati dall'Ordine di Malta, dato che la Santa Sede (stato monarchico assoluto) per la materia nobiliare ha i suoi Tribunali ecclesiastici.

### Relazioni con l'Unione Europea
Intrattiene dal 2007 relazioni diplomatiche con l'Unione Europea.
L'Ambasciatore dell'UE presso l'Ordine a Roma, è anche accreditato presso Santa Sede, Repubblica di San Marino e FAO. Dal settembre 2020 è la danese Alexandra Valkenburg.

### Relazioni con Federazione e Chiesa russa
Il 24 novembre 2020 Aimone di Savoia Aosta ha presentato le credenziali quale rappresentante diplomatico dell'Ordine di Malta presso la Federazione Russa sostituendo l'ambasciatore Gianfranco Facco-Bonetti. Il diplomatico Savoia-Aosta ha incontrato i rappresentanti della Chiesa ortodossa al fine di mantenere alto il livello di cooperazione tra l'Ordine e la Chiesa ortodossa russa.

## Simboli

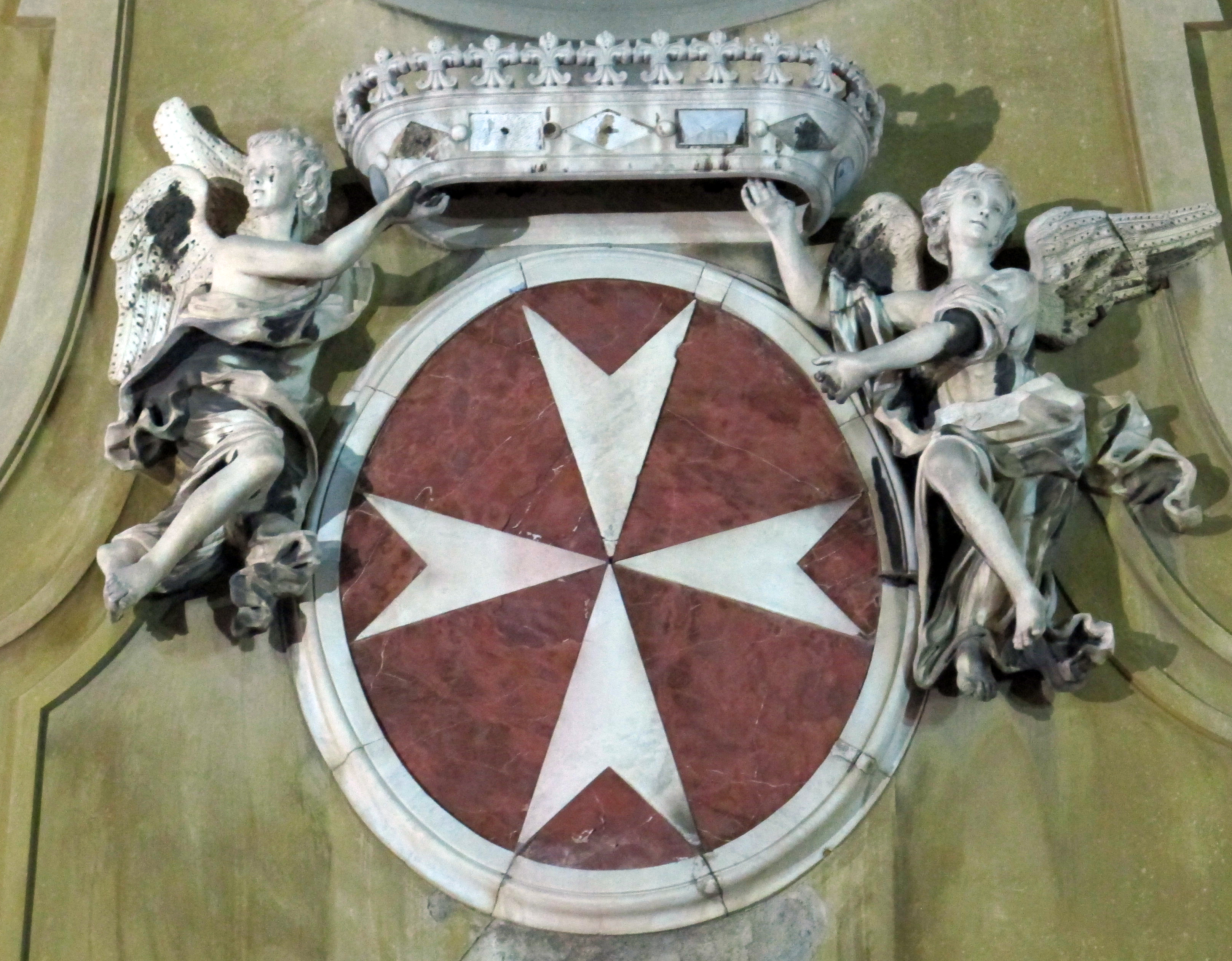
Stemma dei Cavalieri di Malta sulla facciata della chiesa di San Giovannino dei Cavalieri a Firenze.

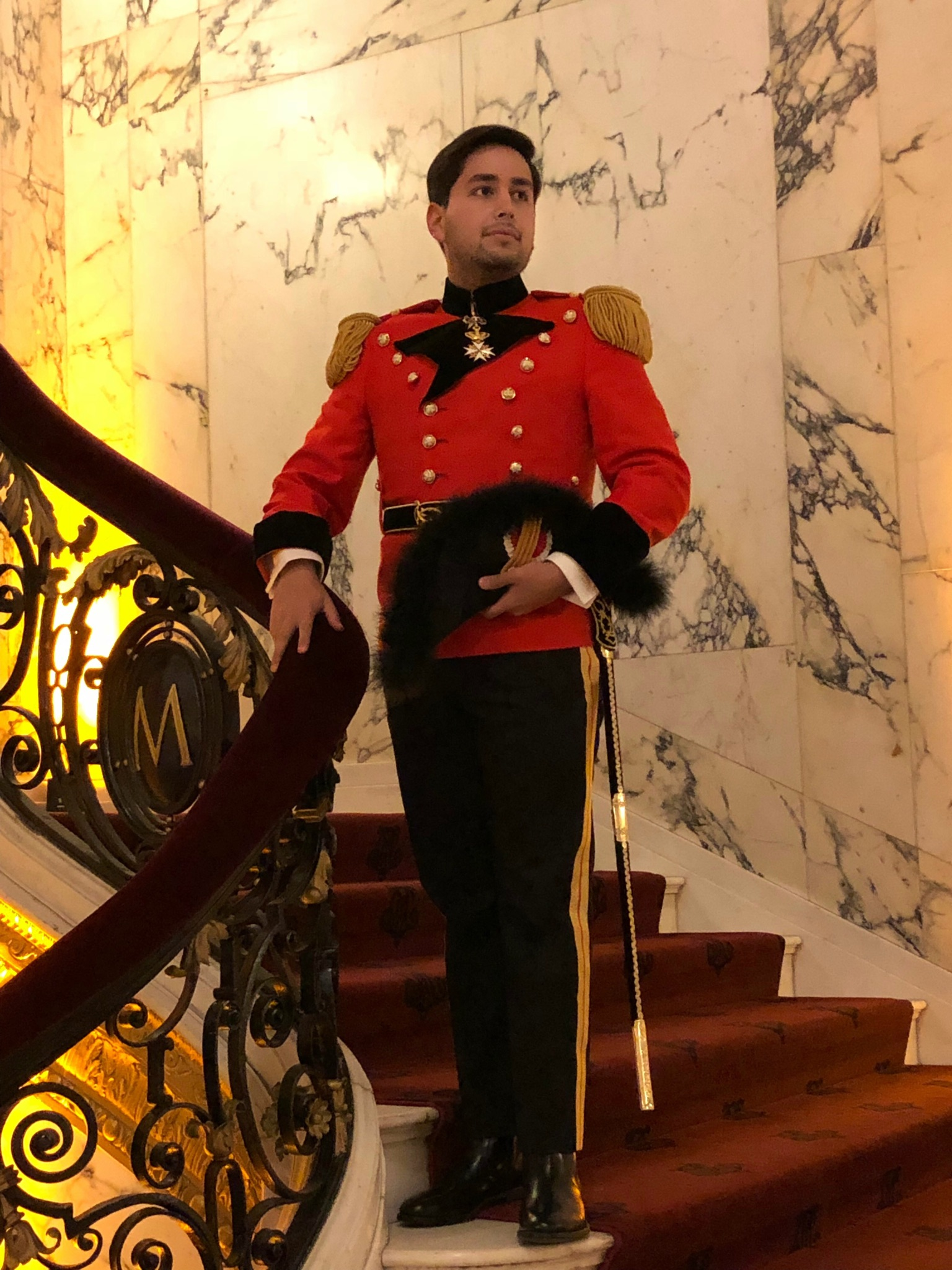
La tradizionale uniforme dei cavalieri

In base al sesto articolo della carta costituzionale, la bandiera dell'Ordine reca una croce latina bianca in campo rosso, mentre lo stemma dell'Ordine riporta la stessa croce latina in campo ovale rosso contornata da un rosario ed è sovrastato dal manto principesco sostenuto da una corona. A sua volta, in base all'articolo 242 del codice melitense, l'emblema per le attività ospedaliere è costituito dalla croce bianca a otto punte su scudo rosso, il simbolo popolarmente più conosciuto come Croce di Malta.

## Sedi

### Sede ufficiale

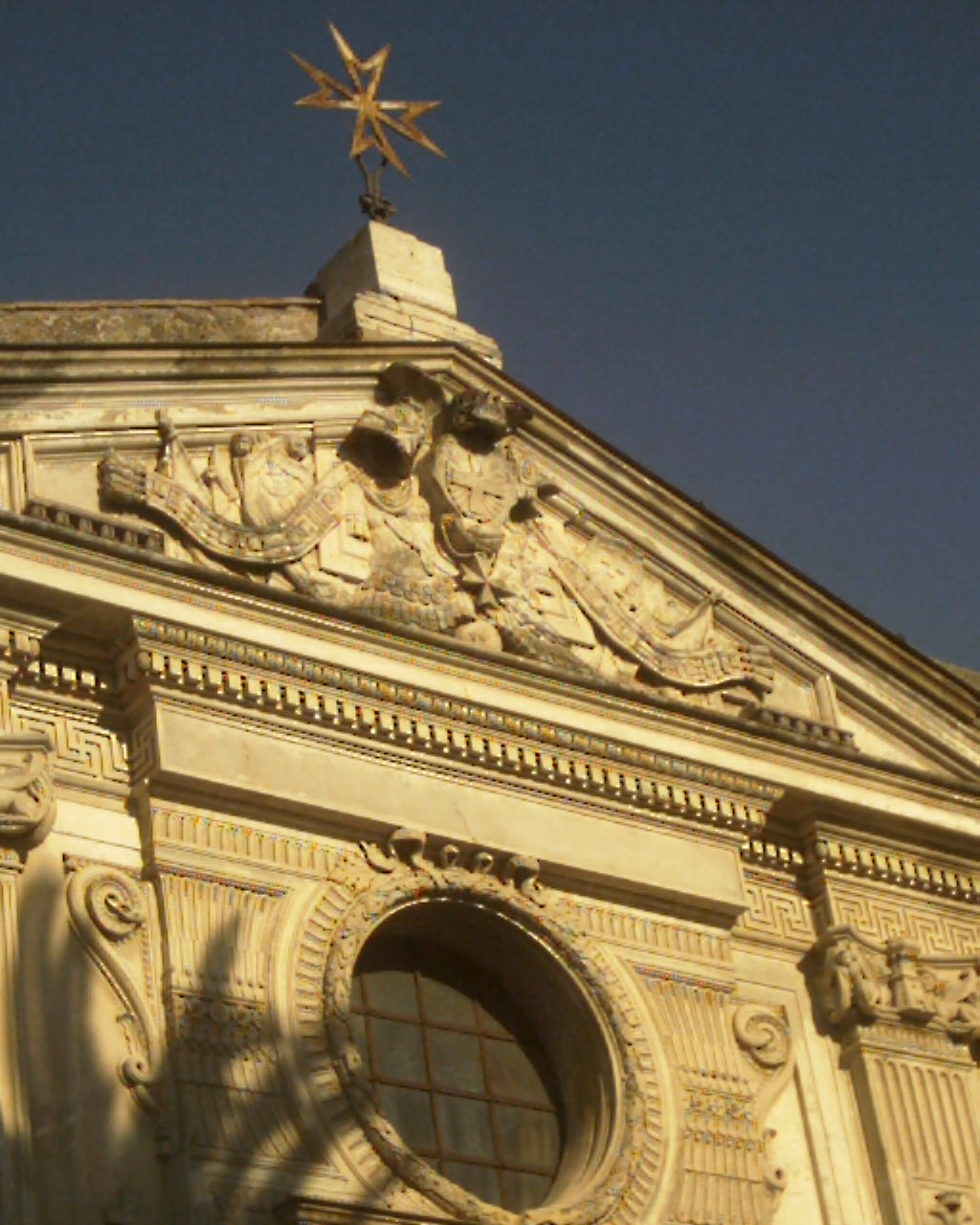
La croce sulla cima della Chiesa di Santa Maria del Priorato (Roma).

La sede governativa dell'Ordine è nel Palazzo Magistrale a Roma, in via dei Condotti, residenza del gran maestro.

### Altre sedi in Italia
In Italia l'Ordine è sede del: 
- Gran priorato di Roma, con sede nella villa del Priorato di Malta sull'Aventino a Roma
- Gran priorato di Lombardia e Venezia, con sede nel Palazzo Malta a Venezia.
- Gran priorato di Napoli e Sicilia, con sede a Napoli.
- Associazione dei cavalieri italiani del sovrano militare ordine di Malta (ACISMOM), nella Casa dei Cavalieri di Rodi, su via della Salita del Grillo, alle spalle di via dei Fori Imperiali.

La sola sede del Gran Priorato di Roma gode del diritto di extraterritorialità: non si tratta di territorio appartenente all'Ordine, ma affidato senza vincoli dallo Stato, come avviene normalmente per le ambasciate. La sede del Corpo militare dell'ACISMOM è alla caserma "Artale" nella città militare della Cecchignola di Roma. Vi sono poi delegazioni in numerose città italiane.

## Membri
L'Ordine di Malta, pur non esercitando sovranità territoriale ma extraterritoriale, ha tuttavia, in certo senso, una propria "popolazione" formata da circa 13 500 tra cavalieri e dame, cioè persone dedite a curare i poveri e a testimoniare la fede cristiana in stretta collaborazione con la Chiesa cattolica.
L'Ordine svolge oggi la propria azione umanitaria in 120 paesi del Mondo attraverso l'opera dei suoi 13 500 membri, non solo religiosi, oltre a 95 000 esperti volontari e 52 000 dipendenti, molti dei quali medici o paramedici.

### Suddivisione precedente al 1997
In base alla carta costituzionale promulgata il 27 giugno 1961, nel testo precedente alla riforma del 28-30 aprile 1997, la suddivisione delle classi dell'Ordine era differente. I membri erano infatti suddivisi in due classi: gli ammessi mediante presentazione di prove nobiliari e gli ammessi con prove nobiliari ridotte o senza prove per benemerenze speciali.
La prima classe era a sua volta suddivisa in due categorie: 
- cavalieri di giustizia: dovevano essere celibi e pronunciare per un decennio annualmente i voti semplici di castità, povertà e obbedienza al gran maestro. Trascorso il decennio, in caso di pronuncia dei voti perpetui, diventavano cavalieri professi.
- cavalieri di onore e devozione: rientravano nella categoria sia i cavalieri di giustizia che non avevano prestato i voti perpetui, sia coloro che non avevano pronunciato i voti semplici.

Gli ammessi con prove nobiliari ridotte o senza prove nobiliari, ma per speciali benemerenze, erano distribuiti in tre categorie: 
- cavalieri di grazia e devozione: dovevano possedere almeno 200 anni di nobiltà nel ramo paterno.
- cavalieri di grazia magistrale: avevano una nobiltà più recente rispetto ai precedenti, oppure non erano nobili.
- cavalieri donati di I, II, III classe: non nobili, ma con benemerenze verso l'Ordine.

### Suddivisione successiva al 1997

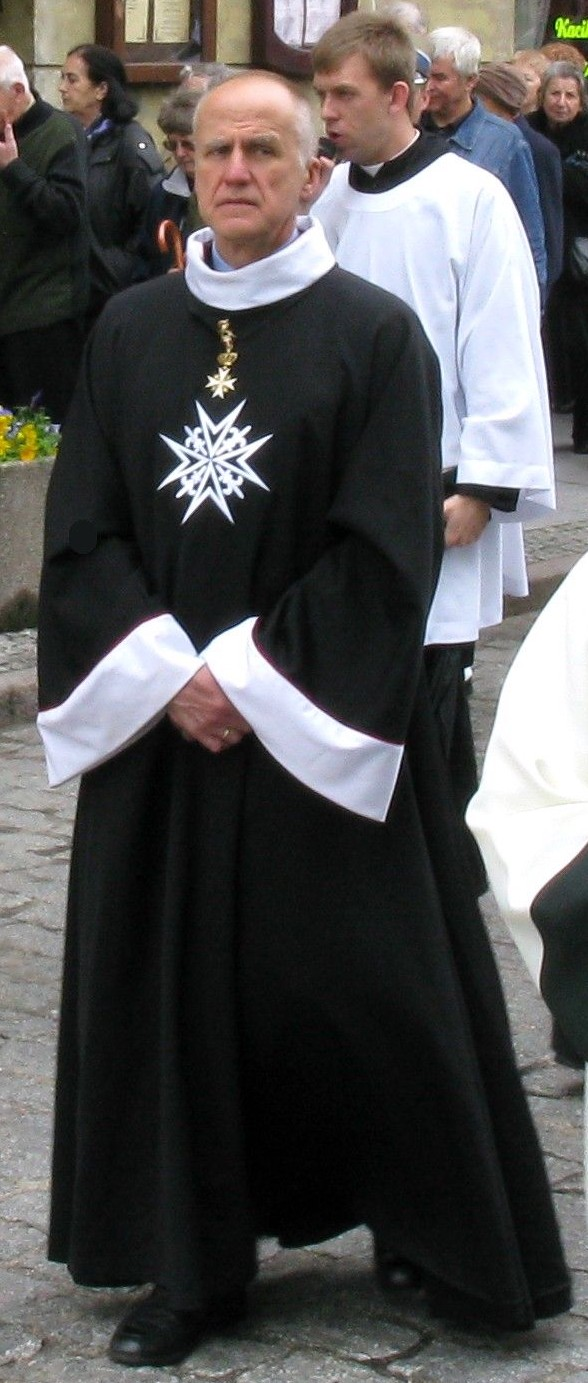
Un Cavaliere di grazia e devozione in abito da chiesa

I membri dello SMOM, successivamente al 28-30 aprile 1997 con la nuova carta costituzionale dell'Ordine, si dividono in tre "ceti"; tutti devono conformarsi agli insegnamenti dettati dalla Chiesa e partecipare alle attività assistenziali dell'Ordine.
- Al "primo ceto" appartengono:
  - i cavalieri di giustizia, detti anche "professi": devono essere celibi e pronunciare per un decennio annualmente i voti semplici di castità, povertà e obbedienza al gran maestro. Trascorso il decennio, in caso di pronuncia dei voti perpetui, diventavano cavalieri professi;
  - i cappellani conventuali professi, che devono emettere la professione dei voti di povertà, di castità e d'obbedienza. Ognuno di essi è quindi un religioso a tutti gli effetti del Diritto Canonico e si attengono alle norme particolari del Codice di Diritto Canonico che li riguardano, anche se non sono obbligati a fare vita comune[45].
- I membri appartenenti al "secondo ceto" si obbligano, con una speciale promessa ("di obbedienza"), vincolante in coscienza, a una vita tendente alla perfezione cristiana, secondo il proprio stato, nello spirito dell'Ordine e nell'ambito delle sue opere, in conformità della propria vocazione e delle direttive dei legittimi superiori[46]. Sono suddivisi in tre categorie[43]:
  - cavalieri e dame di onore e devozione in obbedienza: rientrano nella categoria sia i cavalieri di giustizia che non avevano prestato i voti perpetui, sia coloro che non avevano pronunciato i voti semplici;
  - cavalieri e dame di grazia e devozione in obbedienza: devono possedere almeno 200 anni di nobiltà nel ramo paterno;
  - cavalieri e dame di grazia magistrale in obbedienza: hanno una nobiltà più recente rispetto ai precedenti, oppure non sono nobili.
- Il "terzo ceto"[47] è costituito dai membri laici che non emettono voti religiosi, né promessa, ma vivono secondo i principi della Chiesa e dell'Ordine. Sono suddivisi in sei categorie[43]:
  - cavalieri e dame di onore e devozione: rientrano nella categoria sia i cavalieri di giustizia che non avevano prestato i voti perpetui sia coloro che non avevano pronunciato i voti semplici;
  - cappellani conventuali ad honorem;
  - cavalieri e dame di grazia e devozione: devono possedere almeno 200 anni di nobiltà nel ramo paterno;
  - cappellani magistrali;
  - cavalieri e dame di grazia magistrale: hanno una nobiltà più recente rispetto ai precedenti, oppure non sono nobili;
  - donati e donate di devozione: non nobili, ma con benemerenze verso l'Ordine.

Le due categorie che esigono la presentazione delle prove nobiliari, particolarmente nel ramo paterno, sono quelle "di onore e devozione" e di "grazia e devozione".
La carta costituzionale dell'Ordine, promulgata nel 30 aprile 1997, prevede che tutte le alte cariche dell'Ordine (il suo "governo", sia centrale che periferico) siano "preferibilmente" occupate da cavalieri professi (per i quali non è più richiesta necessariamente la presentazione delle prove nobiliari), tuttavia le cariche principali e la maggioranza delle cariche di governo a livello centrale continuano a essere riservate ai membri del primo ceto in possesso delle prerogative per l'ingresso nella categoria di onore e devozione o di grazia e devozione.
La carta costituzionale promulgata da Papa Francesco il 3 settembre 2022 estende l'appartenenza a molte cariche di governo ai membri del secondo ceto.
Oggi la maggioranza dei cavalieri e delle dame dell'Ordine appartiene comunque a ceti non nobili.
| Cavaliere di giustizia | Cavaliere di onore e devozione | Cavaliere di grazia magistrale | Donato di I classe |

1. ↑  Per gli altri nastri si rimanda alla voce: Medaglie, decorazioni e ordini cavallereschi melitensi.

Per i non membri dello SMOM vi è un apposito Ordine pro merito melitensi.

## Istituzioni dello SMOM
Le azioni dell'Ordine sono governate dalla sua carta costituzionale e dal codice. L'Ordine, presente direttamente in 54 paesi del mondo, si compone di 6 gran priorati, 6 sottopriorati e 48 associazioni nazionali, eredi delle antiche "venerande lingue".

### I Priorati
I priorati sono retti dal Gran Priore, che è assistito da un Consiglio ristretto e dal Capitolo. Sono eletti per la durata di sei anni.
Gran Priorati
- Roma
- Lombardia e Venezia
- Napoli e Sicilia
- Austria
- Boemia
- Inghilterra

Sottopriorati
Sono guidati dal Reggente, eletto dal capitolo.
- tedesco di San Michele (Colonia)
- irlandese San Oliver Plunkett (Dublino)
- spagnolo di San Giorgio e San Giacomo (Madrid)
- di Nostra Signora del Fileremo (San Francisco)
- di Nostra Signora di Lourdes (New York)
- australiano dell’Immacolata Concezione (Melbourne)

Associazioni nazionali
Le 48 associazioni nazionali, approvate dal Gran maestro, e i loro statuti sono redatti tenendo conto della legislazione interna degli Stati in cui hanno sede.

## Organi di governo

### Il Gran Maestro
Il capo supremo dell'Ordine è il Gran maestro che ha la duplice veste di capo di Stato e di capo dell'ordine religioso laico (con rango di cardinale). È eletto dal consiglio compìto di Stato, e la carica ha una durata di 10 anni o termina al raggiungimento degli 85 anni. Fino al 2022 la carica era a vita. I votanti del consiglio comprendono i membri del sovrano consiglio, altri funzionari e rappresentanti dei membri dell'Ordine. Il gran maestro nell'esercizio del potere esecutivo è assistito dal sovrano consiglio, il governo dell'Ordine. In particolari circostanze (per esempio per decesso o dimissioni), prima della nomina del suo successore, viene sostituito da un Luogotenente di Gran Maestro, il cui mandato dura un anno ed è rinnovabile.
Il 29 aprile 2017, Fra' Giacomo Dalla Torre viene eletto Gran Maestro dell'Ordine, carica che assume a vita il 2 maggio 2018, affermando contestualmente di voler proseguire l'opera riformatrice avviata nel 2017.
Dopo il decesso dell’80ª Gran Maestro Fra’ Giacomo dalla Torre nell'aprile 2020, ha assunto le funzioni di Luogotenente fra' John Timothy Dunlap, che il 3 maggio 2023 viene eletto Gran Maestro dell'Ordine, carica che assume per 10 anni.

### Il Sovrano Consiglio
Il sovrano consiglio è il principale organo di governo dell'Ordine e comprende:
- Il Gran maestro dell'Ordine o il Luogotenente di Gran Maestro, che lo presiede.
- Il Gran Commendatore: è il superiore religioso dei cavalieri professi e dei cavalieri e dame in obbedienza e ricopre la carica di "luogotenente ad interim" in caso di morte, di rinuncia o di impedimento permanente del gran maestro.
- Il Gran Cancelliere: è responsabile dell'amministrazione dell'Ordine e ricopre il ruolo di ministro degli interni e degli esteri.
- Il Grande Ospedaliere: coordina le attività umanitarie e riunisce le cariche di ministro della sanità, degli affari sociali, dell'azione umanitaria e della cooperazione internazionale. Dominique, Principe de La Rochefoucauld-Montbel era Grande Ospedaliere.
- Il Ricevitore del Comun Tesoro: è il ministro delle finanze e del bilancio.
- i cinque Consiglieri del Consiglio dei Professi.
- i quattro Consiglieri.[57]

Il consiglio di governo
È organo consultivo del Sovrano consiglio e del Consiglio Compìto di Stato in materie politiche, religiose, ospedaliere e internazionali.

### Il Consiglio dei Cavalieri Professi
Assiste il Gran Maestro nella cura spirituale dell’Ordine e nel governo del Primo e del Secondo Ceto. Esso è composto da:
- Il Gran Maestro o il Luogotenente di Gran Maestro, che lo presiede
- il Gran Commendatore
- Cinque Consiglieri eletti dal Capitolo dei Professi.[58]

### Il Capitolo Generale
Il capitolo generale, è il corpo legislativo dell'Ordine, si riunisce ogni sei anni ed elegge il Sovrano Consiglio, la Camera dei Conti e le quattro alte cariche (Gran Commendatore, Gran Cancelliere, Grande Ospedaliere, Ricevitore del Comun Tesoro). Il Capitolo è composto da:
- il Gran Maestro o il Luogotenente di Gran Maestro, che lo presiede
- i membri del Sovrano Consiglio
- il Prelato
- dodici Delegati dei Cavalieri Professi e tre Delegati dei Cappellani Professi eletti dal Capitolo dei Professi
- i Priori e i due Professi delegati eletti dal Capitolo Priorale o i loro sostituti a norma del Codice
- i Sottopriori e i due Professi delegati eletti dal Capitolo sottopriorale o i loro sostituti a norma del Codice
- i quindici Presidenti delle Associazioni eletti o i loro sostituti a norma del Codice
- i delegati eletti dalle Assemblee dei Priorati, dei Sottopriorati e delle Associazioni, in numero proporzionale ai membri ad essi appartenenti secondo quanto stabilito dal Codice, per garantire una effettiva rappresentatività dell’intero Ordine.[59]

### Il Capitolo dei Professi
Redige la terna vincolante per l’elezione del Gran Maestro da presentare al Consiglio Compito di Stato. La terna vincolante per l’elezione delle quattro Alte Cariche da presentare al Capitolo Generale. Elegge i cinque consiglieri del Consiglio dei Professi che fanno parte anche del Sovrano Consiglio. Elegge i delegati dei Cavalieri Professi e dei Cappellani Professi al Capitolo Generale.
È composto da Cavalieri di giustizia e i Cappellani di voti solenni (membri di diritto con voto deliberativo) e semplici (membri con voce consultiva).

### Il Consiglio Compìto di Stato
Il Consiglio Compìto di Stato ha il compito di eleggere il Gran Maestro o il Luogotenente di Gran Maestro. I membri con diritto di voto sono:
- il Gran Maestro, o il Luogotenente di Gran Maestro o il Luogotenente Interinale
- i membri del Sovrano Consiglio
- il Prelato
- i Priori
- i Balì Professi
- due Cavalieri Professi per ciascun Priorato, a cui se ne aggiunge un terzo in caso di vacanza dell’ufficio di Priore
- i Sottopriori o i Reggenti dei Sottopriorati
- quindici rappresentanti dei Presidenti delle Associazioni
- i delegati eletti dalle Assemblee dei Priorati, dei Sottopriorati e delle Associazioni in numero proporzionale ai membri ad essi appartenenti secondo quanto stabilito dal Codice, per garantire una effettiva rappresentatività dell’intero Ordine.[61]

### Camera dei conti
Le finanze dell'Ordine sono controllate dalla camera dei conti, che è composta da sette consiglieri titolari, tutti eletti dal capitolo generale, che a loro volta eleggono un Presidente fra i consiglieri della stessa. Vigila sulle spese e sul patrimonio dell'ordine.

### Consiglio delle comunicazioni
Sovrintende le attività di comunicazione interna ed esterna dell'Ordine. È presieduto dal Gran Maestro ed è composto da un Vice-Presidente e da sei Consiglieri, scelti fra i membri dell'Ordine competenti nei settori della comunicazione e amministrazione, nominati dal Gran Maestro e in carica per quattro anni.

### Organi giudiziari
- Tribunali magistrali: il potere giudiziario è esercitato dai tribunali di prima istanza e di appello, formati da giudici nominati dal gran maestro e dal sovrano consiglio tra i membri dell'Ordine esperti di diritto.
- Consulta giuridica: viene interpellato su questioni e problemi giuridici di particolare rilevanza dal Gran Maestro o da almeno tre membri del Sovrano Consiglio o dal Capitolo dei Professi. Si compone del Presidente, il Vicepresidente, il Segretario Generale e l'Avvocato Generale di Stato, nominati dal Gran Maestro, previo parere del Sovrano Consiglio, preferibilmente scelti tra membri dell’Ordine.[63]

### Il cardinale patrono e il prelato
Infine, vi è la figura del cardinale patrono, nominato dal papa, incaricato di promuovere gli interessi spirituali dell'Ordine e dei suoi membri, e delle relazioni tra la Santa Sede e l'Ordine di Malta. È coadiuvato da un vescovo, chiamato prelato, superiore ecclesiastico dei chierici dell'Ordine.
Dal 19 giugno 2023 il cardinale patrono è il presbitero gesuita Gianfranco Ghirlanda. Il prelato è, dal 21 dicembre 2023, Luis Manuel Cuña Ramos, presbitero della diocesi di Orense.
Il 4 febbraio 2017, il papa ha nominato l'arcivescovo Giovanni Angelo Becciu "delegato speciale", quale suo unico portavoce nei rapporti con la Sede Apostolica, conferendogli il mandato di preparare il capitolo straordinario, e di riformare la Carta Costituzionale e lo Statuto Melitense, seppur il cardinale Burke sia rimasto formalmente patrono. Dal 1º novembre 2020 l'incarico di delegato speciale è ricoperto dal cardinale Silvano Maria Tomasi, incarico durato fino al Capitolo straordinario con l'elezione del Gran Maestro del 3 maggio 2023.

#### Elenco dei Cardinali Patroni
Fino al 1961 il Patrono era il Papa.
- Cardinale Paolo Giobbe (8 agosto 1961 - 3 luglio 1969 dimesso)
- Cardinale Giacomo Violardo (3 luglio 1969 - 17 marzo 1978 deceduto)
- Cardinale Paul-Pierre Philippe, O.P., (10 novembre 1978 - 9 aprile 1984 deceduto)
- Cardinale Sebastiano Baggio (26 maggio 1984 – 21 marzo 1993 deceduto)
- Cardinale Pio Laghi (8 maggio 1993 - 10 gennaio 2009 deceduto)
- Cardinale Paolo Sardi (30 novembre 2010[65] - 8 novembre 2014 ritirato)
- Cardinale Raymond Leo Burke (8 novembre 2014 - 19 giugno 2023 ritirato)
- Cardinale Gianfranco Ghirlanda, S.I., dal 19 giugno 2023

#### Elenco dei Delegati speciali
- Cardinale Giovanni Angelo Becciu (2 febbraio 2017 - 24 settembre 2020 dimesso)
- Cardinale Silvano Maria Tomasi, C.S. (1º novembre 2020 - 3 maggio 2023 cessato)

#### Elenco dei Prelati
- Arcivescovo Mario Brini (14 settembre 1982 - 11 aprile 1993 dimesso)
- Vescovo Donato De Bonis (11 aprile 1993 - 23 aprile 2001 deceduto)
- Arcivescovo Angelo Acerbi (21 giugno 2001 - 4 luglio 2015 ritirato)
- Vescovo Jean Laffitte, Comm. l'Emm. (4 luglio 2015 - 21 dicembre 2023 dimesso)
- Monsignore Luis Manuel Cuña Ramos, dal 21 dicembre 2023

## Alleanza dei Cavalieri ospedalieri di San Giovanni di Gerusalemme
Il Venerabile Ordine dell'Ospedale di San Giovanni di Gerusalemme nel Regno Unito, l'Ordine di San Giovanni del Baliaggio di Brandeburgo (o Johanniterorden), derivante dall'antico baliaggio di Brandeburgo, e i due ordini giovanniti di Svezia e dei Paesi Bassi nel 1961 hanno formato l'Alleanza degli ordini di San Giovanni di Gerusalemme, cui nel 1963 ha aderito anche il Sovrano Militare Ordine di Malta.

### Organizzazioni imitatrici
Diverse organizzazioni imitatrici vantano un'origine dalla tradizione cavalieri ospitalieri, come coloro che sostengono che l'abolizione dell'Ordine di San Giovanni di Gerusalemme in Russia, decretata da Alessandro I nel 1817, non abbia formalmente soppresso il Priorato ortodosso fondato dallo zar Paolo I nel 1798.
Altri organizzazioni simili sono stati fondati negli USA e in Australia, ma non spiegano come abbiano avuto origine dall'Ordine di San Giovanni.
Per queste ragioni lo SMOM ha registrato nel mondo oltre 16 diverse denominazioni che si rifanno all'ordine dei cavalieri ospitalieri di San Giovanni.
Secondo il False Orders Committee, creato dallo SMOM e dagli altri quattro Ordini riconosciuti e riuniti nell'Alleanza degli ordini di San Giovanni, le organizzazioni e associazioni imitatrici dell'Ordine dei cavalieri di Malta sarebbero più di trenta.

## Ramo femminile
L'Ordine comprende tra i suoi rami anche una comunità contemplativa femminile di monache di clausura, presenti in Spagna e a Malta.
Le monache di clausura di San Giovanni di Gerusalemme custodiscono ancora oggi i monasteri di San Giovanni d’Acri nelle località di Salinas de Añana e di Zamora in Spagna e quello di Sant’Orsola a Malta, dove sono presenti dal 1582.
Gli storici fanno risalire l'origine del ramo femminile alla nascita stessa dell'Ordine a Gerusalemme nel XI secolo e alle prime consacrate dell’Ospedale di Santa Maria Maddalena. Il loro lavoro negli ospedali era necessario per assistere le pellegrine e le malate. Erano guidate dalla serva di Dio Agnese di Alix. Con il tempo aumentarono in numero e organizzazione, tanto che mentre continuavano ad abbracciare l’ideale e il carisma dell'Ordine di San Giovanni, si diffusero in gran parte dell'Europa: Italia, Spagna, Portogallo, Gran Bretagna, Francia, Danimarca, Olanda e Rodi.
Altri storici considerano il 1153, l'anno ufficiale della nascita del ramo femminile dell'Ordine: fu allora che Papa Eugenio III approvò la fondazione della comunità del monastero di Sijena da parte della regina Sancha d'Aragona, vedova di Alfonso II, e della figlia Dulce. Nacque così una delle più antiche comunità di monache della Cristianità. All'inizio esse erano esclusivamente parenti dei Cavalieri dell'Ordine di San Giovanni, con la missione specifica di pregare per tutti loro e per il Gran Maestro. Come negli altri monasteri, fin dai secoli precedenti esse venivano chiamate "Sorores", come i cavalieri "Fratres". Nel 1188 a Sijena, in Spagna, la Regina Sancha di Castiglia, vedova del re Alfonso di Aragona, decide di ritirarsi con la figlia Dulce a vita monastica e fonda un ramo femminile dell'Ordine di Malta, composto di suore da clausura, tutt'ora esistente. In origine al monastero di Sijena potevano accedere solo dame nobili e parenti dei cavalieri, che pregavano per il buon esito delle imprese dell'Ordine.
A Malta le monache avevano lo stesso rango dei cappellani dell'Ordine ed osservavano le norme della clausura, sotto la giurisdizione del Gran Maestro.
Le suore melitensi annoverano tra loro alcune illustri sante, come Santa Ubaldesca Taccini di Pisa (1136-1206), santa Toscana di Zevio presso Verona (1280-1343), e Santa Flora di Beaulieu (c. 1300-1347). Attualmente sono in corso le cause di beatificazione di Suor Patrocinio Chillida Mañez e di Suor Visitación Solé Ivern, morte martiri nella guerra civile spagnola.

## Onorificenze e decorazioni conferite dall'Ordine
- Medaglie e decorazioni per i membri dell'Ordine
- Decorazioni Ordine pro merito melitensi (in particolare per i non membri)
  - Pro merito melitensi
  - Pro piis meritis melitensi
- Medaglie degli Enti internazionali di soccorso melitensi
- Medaglie e decorazioni delle Associazioni nazionali

## Araldica

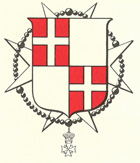
Gran Maestro dell'Ordine di Malta
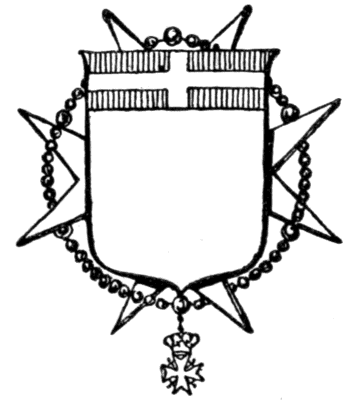
Venerando Balì cavaliere di gran croce di giustizia professo di voti solenni
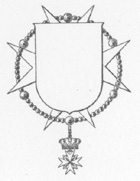
Cavaliere di Giustizia professo dei voti solenni
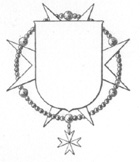
Cappellani conventuali professi dei voti solenni religiosi
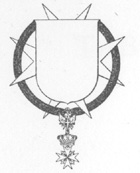
Cavaliere di Giustizia professo di voti semplici
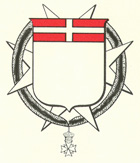
Balì cavaliere di gran croce di onore e devozione con croce di professione ad honorem
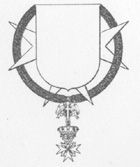
Donato di Giustizia (antiquato)
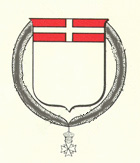
Balì cavaliere di gran croce di onore e devozione
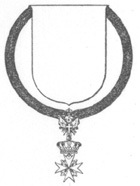
Cavaliere/Dama d'Onore e Devozione
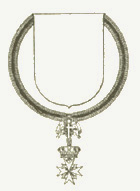
Cavaliere/Dama di Gran Croce di Grazia Magistrale
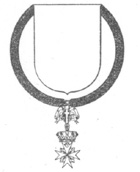
Cavaliere/Dama di Grazia Magistrale
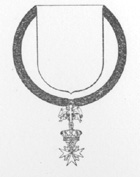
Donato di Devozione di I classe
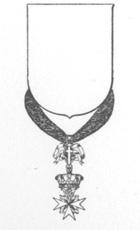
Donato di Devozione di II classe (obsoleto)
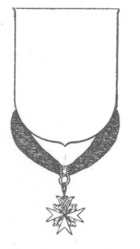
Donato di Devozione di III classe (obsoleto)